# Sint-Josephkerk (Noordhoek)

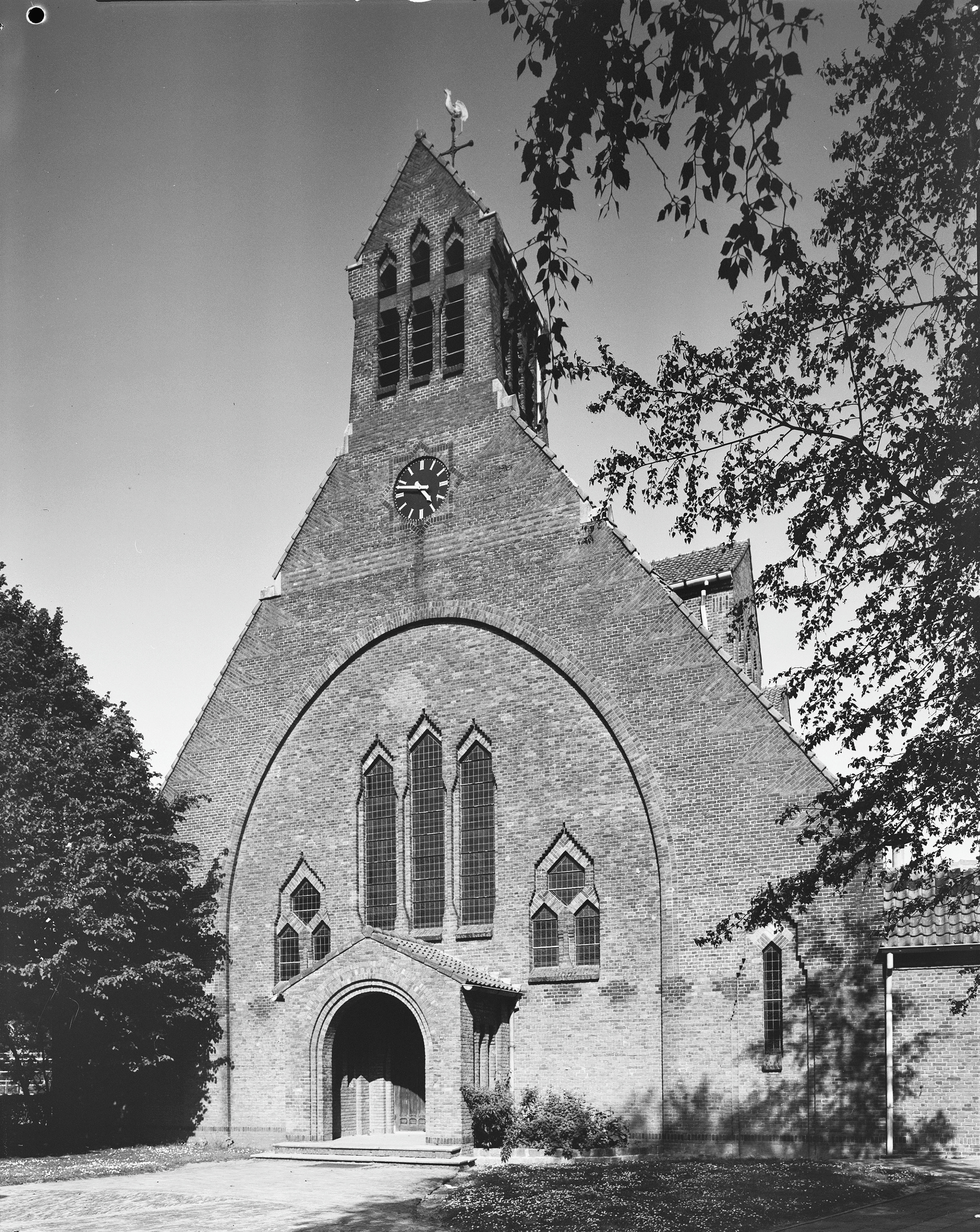
Sint-Josephkerk

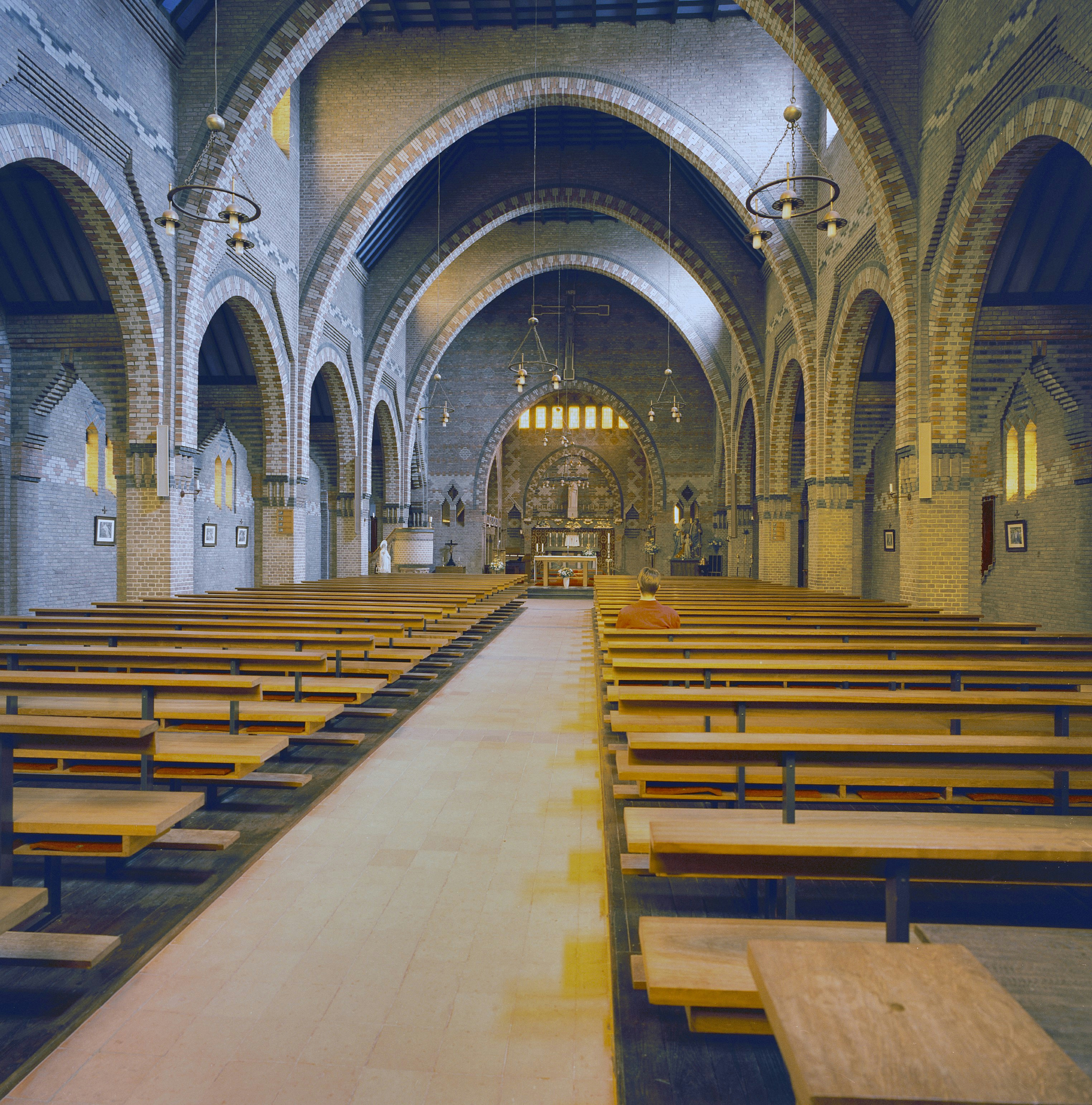
Interieur

De Sint-Josephkerk is een voormalige parochiekerk in de plaats Noordhoek in de Nederlandse gemeente Moerdijk. De kerk is gelegen aan de Bisschop Hopmansstraat 3.

## Geschiedenis
Deze kerk werd gebouwd in 1921 en was de eerste kerk in Nederland die door Dom Bellot werd ontworpen. In 2013 werd de kerk onttrokken aan de eredienst en is sindsdien in gebruik bij de Stichting Kerkgebouw Noordhoek die er culturele evenementen organiseert en eventueel ook gebedsdiensten.

## Gebouw
Het is een bakstenen gebouw in expressionistische stijl waarbij gekleurde bakstenen werden toegepast. Niet enkel de buitenzijde maar ook het interieur is bijzonder. Keperbogen werden voor de vensters toegepast. De voorgevel toont een klokkengevel onder zadeldak en in het interieur overheersen ronde bogen.
Het gebouw is geklasseerd als rijksmonument.